# مقيد (فلم 2020)
مقيد (بالإنجليزية: Chained) فيلم دراما، وجريمة، وإثارة كندي من كتابة و إخراج تيتوس هيكل لعام 2020. يقوم ببطولته مارلون كازادي، وأدريان هولمز، وأليكس بونوفيتش، ويتابع الفيلم مجرم تم تقييده بالسلاسل في مستودع مهجور. انتج الفيلم في كولومبيا البريطانية في خريف عام 2019، مع التصوير في كيلونا، وفي فندق كاليدن المهجور في كاليدن.
عُرض الفيلم لأول مرة في مهرجان فانكوفر السينمائي الدولي لعام 2020، وتم تضمينه على منصة البث عبر الإنترنت للمهرجان، ولكنه كان أيضًا أحد الأفلام القليلة في المهرجان التي قدمت عرضًا ماديًا بعيدًا اجتماعيًا في مركز فانكوفر السينمائي الدولي.

## طاقم التمثيل
مارلون كازادي: في دور تايلور
ألكس بونوفيتش: في دور جيم
أدريان هولمز: في دور بيت
رورك كريتشلو: في دور المحقق سميث
أندريا أجور: في دور تينا
ليا مادو: في دور نورا
إميلي هولمز: في دور جريس
إيليا فيدوريوك: في دور روني
ديف كينيث ماكينون: في دور العميد
سارة سوزي واغنر: في دور جيني
ميلاني والدن: في دور السيدة هارينجتون

## ملخص أحداث الفيلم
يتعرض المراهق الشاب تايلور (مارلون كازادي) لسوء المعاملة، ويكتشف أثناء الاختباء في مستودع مهجور، من بعض المتنمرين في المدرسة، جثة ورجل، يُدعى جيم (ألكس باونوفيتش)، مقيد بالسلاسل إلى جدار، وبدلاً من إخبار والده المسيء بيت (أدريان هولمز)، ضابط شرطة قد لا يكون «نظيفًا» تمامًا، يقرر تايلور إبقاء جيم مقيدًا بالسلاسل، وإطعامه وسقيه، مثل النباتات التي يرعاها في حديقة خاصة مع صديقته نورا (ليا مادو)، ويتحول من شاب يسيء الآخرين اليه، إلى شخص يسيء للناس، حتى يقع ما يهدد كل شيء من حوله.

## الإنتاج والصدور
تم إنتاج الفيلم في كولومبيا البريطانية في خريف عام 2019، وتم التصوير في كيلونا وفي فندق كاليدن المهجور في كاليدن.
عُرض الفيلم لأول مرة في مهرجان فانكوفر السينمائي الدولي لعام 2020. تم تضمينه في منصة البث عبر الإنترنت للمهرجان، ولكنه كان أيضًا أحد الأفلام القليلة في المهرجان التي قدمت عرضًا ماديًا بعيدًا اجتماعيًا في مركز فانكوفر السينمائي الدولي.

## استقبال الفيلم
كتب كريج تاكيوتشي من جورجيا ستريت في 21 يونيو 2021: «على الرغم من وجود بعض التفاوت في الأداء، والكيمياء بين الشخصيات، إلا أن الممثلين يظلون قابلين للمشاهدة ويقوم مارلون كازادي بأفضل ما يكون، وهو يحمل الكثير من قيمة الفيلم».
كتب شون لانج في مجلة هوليوود نورث في 22 سبتمبر 2020: «إنه بالتأكيد يستحق جمهورًا أوسع مما يمكن أن يقدمه حتى أحد أكبر المهرجانات السينمائية في كندا»، ومنح الفيلم تقييماً 9/10.
كتب جاي أليكس على موقع بوب هورور في 23 يونيو 2021: «الفيلم يستولى على اهتمامك، ويبقيك على حافة مقعدك... أشعر بالرضا وأريد أن أشاهد القصة مرة أخرى... إنه ليس فيلمًا يجب أن تخاف فيه من فقدان الأشياء، وهو أمر جيد لأولئك الذين يشعرون أنهم بحاجة إلى تحليل كل تفاصيل كل مشهد لمعرفة ما يحدث».

## الجوائز والترشيحات
جوائز ليو 2021: ترشح لجائزة أفضل ممثل مساعد (أدريان هولمز) – أفضل سيناريو – أفضل اختيار طاقم تمثيل.
جوائز نيويورك السينمائية الدولية 2021: فاز بجائزة أفضل ممثل (ألكس بونوفيتش) – أفضل ممثل صغير (مارلون كازادي) – أفضل منتج – ترشح لجائزة أفضل فيلم.
دائرة نقاد فانكوفر للأفلام 2021: فاز بجوائز كولومبيا البريطانية لأفضل فيلم – وأفضل إنتاج – وأفضل فيلم للمشاهدة. ترشح لجوائز كولومبيا البريطانية لأفضل سيناريو – أفضل ممثل لفيلم كندي (مارلون كازادي) – أفضل ممثل مساعد لفيلم كندي (أدريان هولمز) و (ألكس بونوفيتش) – أفضل فيلم للمشاهده.

## روابط خارجية
- مقالات تستعمل روابط فنية بلا صلة مع ويكي بيانات